# Аршакян, Азат Левонович
Аза́т Лево́нович Аршакя́н (арм. Ազատ Արշակյան, 13 августа 1950, Ереван) — бывший депутат парламента Армении.
- 1967—1972 — Ереванский архитектурно-строительный институт. Экономист-строитель.
- Два раза был осужден по политическим мотивам, около 10 лет (1974—1977, 1981—1987) провел в лагерях.
- С 1987 — был рабочим, затем директором Нубарашенской птицефермы.
- 1990—1995 — был депутатом Верховного совета Армянской ССР.
- 1995—1999 — вновь депутат парламента. Заместитель председателя постоянной комиссии по внешним отношениям. Член фракции «Республика».
- С 1999 — председатель Христианско-Демократической партии Армении.